# Скиперс Корнер (Северна Каролина)
Скиперс Корнер (енгл. Skippers Corner) насељено је место без административног статуса у америчкој савезној држави Северна Каролина.

## Демографија
По попису из 2010. године број становника је 2.785, што је 1.539 (123,5%) становника више него 2000. године.
| Група             | 2000.         | 2010.         |
| Белци             | 1.058 (84,9%) | 1.837 (66,0%) |
| Афроамериканци    | 106 (8,5%)    | 570 (20,5%)   |
| Азијати           | 0 (0,0%)      | 10 (0,4%)     |
| Хиспаноамериканци | 60 (4,8%)     | 289 (10,4%)   |
| Укупно            | 1.246         | 2.785         |